# Live Death: Recorded Live at the Milwaukee Metal Fest
Live Death: Recorded Live at the Milwaukee Metal Fest (conosciuto anche semplicemente come Live Death) è uno split album contenente brani di quattro diversi gruppi musicali: Suffocation, Malevolent Creation, Exhorder e Cancer. È stato pubblicato nel 1994.

## Tracce
1. Jesus Wept – 3:41 (Suffocation)
2. Infecting the Crypts – 4:57 (Suffocation)
3. Premature Burial – 3:17 (Malevolent Creation)
4. Slaughter of Innocence – 4:09 (Malevolent Creation)
5. Decadence Within – 4:57 (Malevolent Creation)
6. The Law – 5:11 (Exhorder)
7. (Cadance Of) The Dirge – 4:14 (Exhorder)
8. Desecrator – 6:58 (Exhorder)
9. Hung, Drawn and Quartered – 3:21 (Cancer)
10. Blood Bath – 4:09 (Cancer)

## Formazione
Suffocation
- Terrance Hobbs - chitarra
- Frank Mullen - voce
- Doug Cerrito - chitarra
- Chris Richards - basso
- Doug Bohn - batteria

Malevolent Creation
- Phil Fasciana - chitarra
- Jon Rubin - chitarra
- Alex Marquez - batteria
- Jason Blachowicz - basso
- Brett Hoffmann - voce

Exhorder
- Kyle Thomas - voce
- Jay Ceravolo - chitarra
- Vinnie LaBella - chitarra
- Frankie Sparcello - basso
- Chris Nail - batteria